# Ủy ban Khoa học Bắc cực Quốc tế
Ủy ban Khoa học Bắc cực Quốc tế, viết tắt tiếng Anh là IASC (International Arctic Science Committee) là một tổ chức phi chính phủ quốc tế hoạt động trong lĩnh vực nghiên cứu địa cực.
IASC thành lập năm 1990 , là thành viên liên kết khoa học của Hội đồng Khoa học Quốc tế (ISC) , và của Hội đồng Quốc tế về Khoa học (ICSU) trước đây. Năm 2015 có 23 thành viên quốc gia, trong đó  Bồ Đào Nha là thành viên thứ 23 vừa gia nhập.
Ban điều hành IASC làm việc ở Akureyri, Iceland . Chủ tịch là Larry Hinzman từ  Hoa Kỳ .

## Mục tiêu
IASC khuyến khích và tạo thuận lợi cho hợp tác trong tất cả các khía cạnh của nghiên cứu Bắc Cực, trong tất cả các nước tham gia vào nghiên cứu Bắc Cực và trong tất cả các lĩnh vực của khu vực Bắc Cực.
Nhìn chung, IASC khuyến khích và hỗ trợ tiên tiến nghiên cứu đa ngành nhằm thúc đẩy sự hiểu biết khoa học của vùng Bắc cực và vai trò của nó trong hệ thống Trái đất.

## Tổ chức
IASC có các nhóm công tác, trong đó các nhóm chuyên môn (Working Groups)  là nơi xác định và xây dựng kế hoạch khoa học, các ưu tiên nghiên cứu, khuyến khích các chương trình khoa học mũi nhọn, thúc đẩy các thế hệ các nhà khoa học Bắc cực tương lai, đồng thời thực hiện tư vấn khoa học cho Hội đồng điều hành.
| Nhóm làm việc   | Tên tiếng Anh    |
| --------------- | ---------------- |
| Đất liền        | Terrestrial      |
| Quyển băng      | Cryosphere       |
| Biển            | Marine           |
| Khí quyển       | Atmosphere       |
| Xã hội và Người | Social and Human |

## Hội đồng
| Nước               | Tên tổ chức                                                    | Đại diện                            |
| ------------------ | -------------------------------------------------------------- | ----------------------------------- |
| Áo                 | Austrian Polar Research Institute                              | Wolfgang Schöner                    |
| Canada             | Canadian Polar Commission                                      | Wayne Pollard                       |
| Trung Quốc         | Chinese Arctic and Antarctic Administration                    | Huigeng Yang, Vice-President        |
| Cộng hòa Séc       | Centre for Polar Ecology                                       | Josef Elster                        |
| Đan Mạch/Greenland | The Commission for Scientific Research in Greenland            | Naja Mikkelsen, Vice-President      |
| Phần Lan           | Delegation of the Finnish Academies of Science and Letters     | Paula Kankaanpä                     |
| Pháp               | Institut Polaire Français                                      | Yves Frenot                         |
| Đức                | Deutsche Forschungsgemeinschaft                                | Karin Lochte                        |
| Iceland            | RANNÍS, The Icelandic Centre for Research                      | Thorsteinn Gunnarsson               |
| Ấn Độ              | National Centre for Antarctic and Ocean Research (NCAOR)       | M. Ravichandran                     |
| Ý                  | National Research Council of Italy                             | Carlo Brabante                      |
| Nhật Bản           | Science Council of Japan, National Institute of Polar Research | Tetsuo Ohata                        |
| Hà Lan             | Netherlands Organisation for Scientific Research               | Peter Jordan                        |
| Na Uy              | The Research Council of Norway                                 | Susan Barr, President               |
| Ba Lan             | Polish Academy of Sciences, Committee on Polar Research        | Michal Luszczuk                     |
| Bồ Đào Nha         | Ministério da Educação e Ciência                               | João Canario                        |
| Nga                | The Russian Academy of Sciences                                | Vladimir I Pavlenko, Vice-President |
| Hàn Quốc           | Korea Polar Research Institute                                 | Yeadong Kim                         |
| Tây Ban Nha        | Comite Polar Espanol                                           | Antonio Quesada                     |
| Thụy Điển          | The Swedish Research Council                                   | Magnus Friberg                      |
| Thụy Sĩ            | Swiss Committee on Polar Research                              | Martin Schneebeli                   |
| Anh Quốc           | Natural Environment Research Council                           | Henry Burgess                       |
| Hoa Kỳ             | Polar Research Board                                           | Larry Hinzman, Vice-President       |